# Pamban
Île Rameswaram
Pamban (en anglais : Pamban Island, en tamoul : பாம்பன் தீவு ou pāmban tīvu) est une île indienne placée entre l'Inde du Sud et le Sri Lanka. Elle est baptisée d'après la ville de Pamban, située à l'extrémité ouest de l'île. Aussi appelée île de Rameswaram, du nom de sa ville principale, elle fait partie de l'archipel du pont d'Adam, qui s'étend au sud-est jusqu'à l'île srilankaise de Mannar.
Elle est reliée au continent par le pont ferroviaire de Pamban (en), construit en 1914, et par le pont routier Annai Indira Gandhi, achevé en 1988.

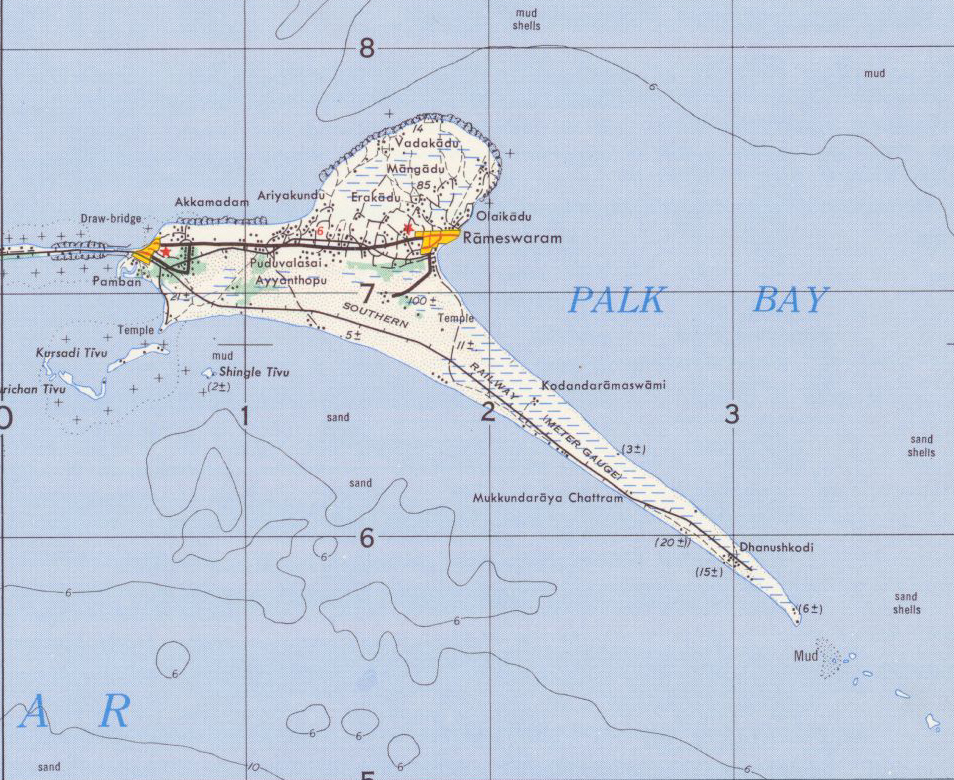
Carte de l'île en 1955.
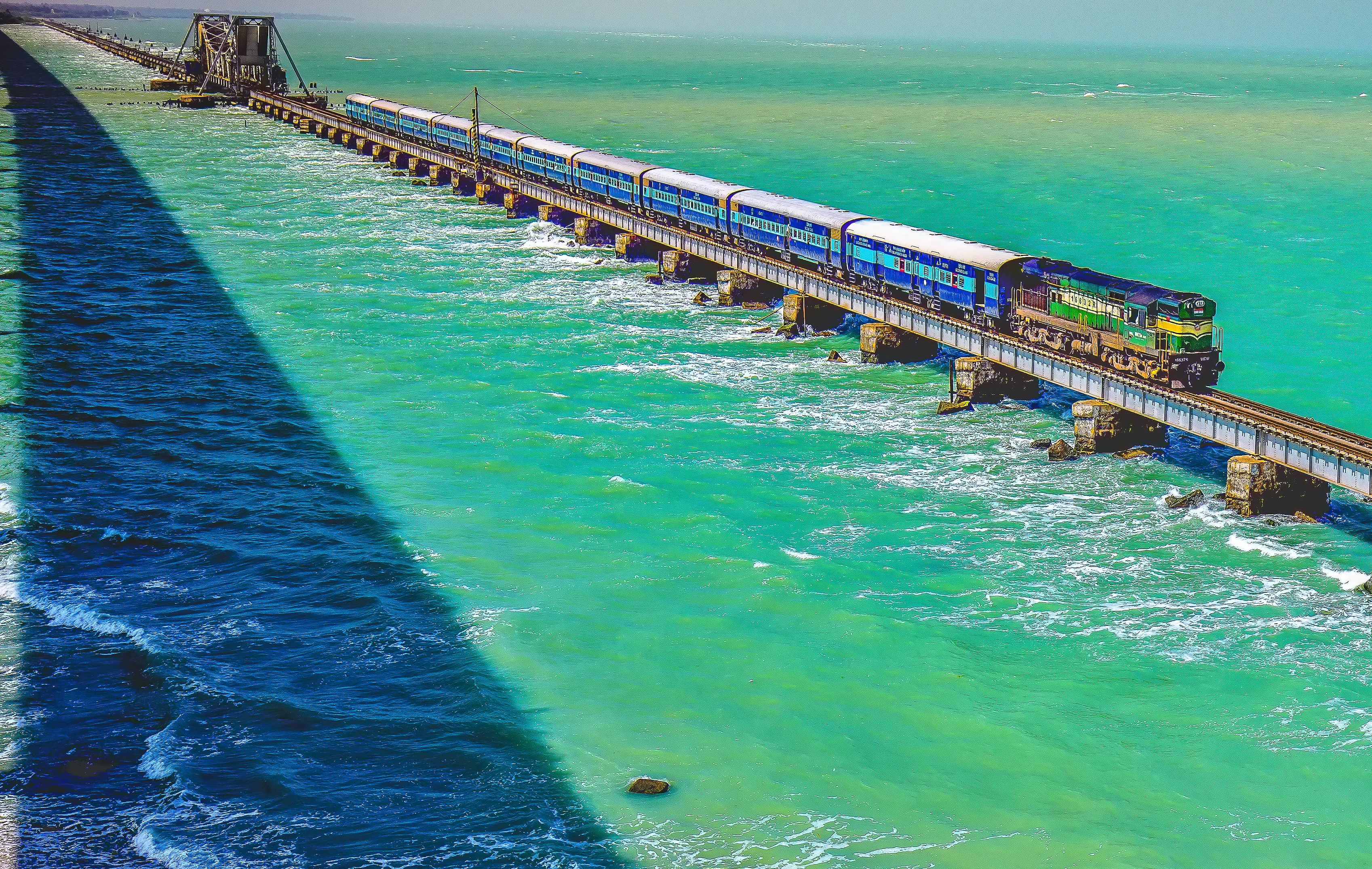
Un train sur le Pont de Pamban (en) en décembre 2016.
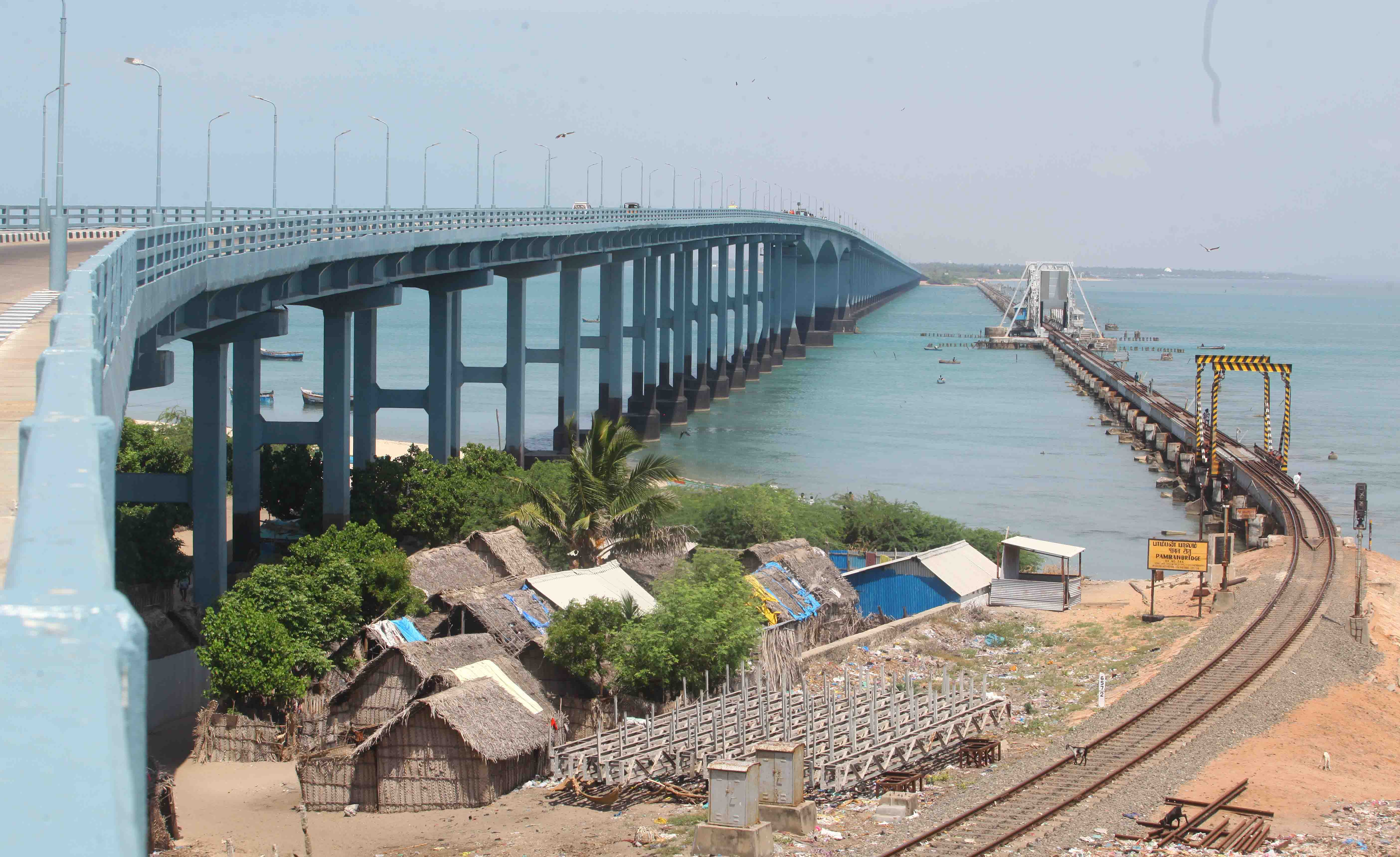
Le pont Annai Indira Gandhi (à gauche) et le pont de Pamban  (à droite) en 2015.

## Environnement
L'île abrite une espèce d'araignée endémique, Sason rameshwaram.